# Chaetocnema ingenua
Chaetocnema ingenua (лат.) — вид жуков-листоедов (Chrysomelidae) рода Chaetocnema трибы земляные блошки из подсемейства козявок (Galerucinae). Палеарктика и Юго-Восточная Азия: Индия, Китай, Корея, Монголия, Россия, Шри-Ланка, Япония.

## Описание
Длина 1,90—2,40 мм, ширина 0,90—1,30 мм. Соотношение максимальной ширины обоих надкрылий к максимальной ширине пронотума 1,10—1,15.
Переднеспинка и надкрылья: от голубовато-зелёного до медного блеска. Ноги и усики в основном желтовато-коричневые. Голова гипогнатная (ротовые органы направлены вниз). От других видов рода (Chaetocnema modiglianii, Chaetocnema bella, Chaetocnema modiglianii) отличается формой тела, пунктировкой надкрылий и строением гениталий самцов. Фронтолатеральная борозда отсутствует. Кормовые растения: Рис посевной (Oryza sativa), Пшеница мягкая (Triticum aestivum), Кукуруза (Zea mays), Setaria italica, Carex kobomugi, Digitaria adscendens, Просо обыкновенное (Panicum miliaceum).
Средние и задние голени с выемкой на наружной стороне перед вершиной. Лобные бугорки не развиты. Переднеспинка без базальной бороздки. Вид был впервые описан в 1876 году британским энтомологом Джозефом Бейли (Joseph Sugar Baly, 1816—1890) по материалам из Китая. Валидный статус был подтверждён в 2011 году в ходе ревизии палеарктической фауны рода Chaetocnema, которую провели энтомологи Александр Константинов (Systematic Entomology Laboratory, USDA, c/o Smithsonian Institution, National Museum of Natural History, Вашингтон, США), Андрес Баселга (Andrés Baselga; Departamento de Zoología, Facultad de Biología, Universidad de Santiago de Compostela, Santiago de Compostela, Испания), Василий Гребенников (Ottawa Plant Laboratory, Canadian Food Inspection Agency, Оттава, Канада) с соавторами (Jens Prena, Steven W. Lingafelter).